# Моніка Левінскі
Мо́ніка Се́мілл Леві́нскі (англ. Monica Samille Lewinsky; нар. 23 липня 1973, Сан-Франциско) — американська телевізійна особистість, активістка, модельєрка та колишня стажистка Білого дому, учасниця політичного скандалу за участю президента США Білла Клінтона. Через те, що збрехав під присягою про відсутність інтимних стосунків із Левінскі, Клінтон був підданий процедурі імпічменту палатою Представників США, але виправданий Сенатом.

## Життєпис

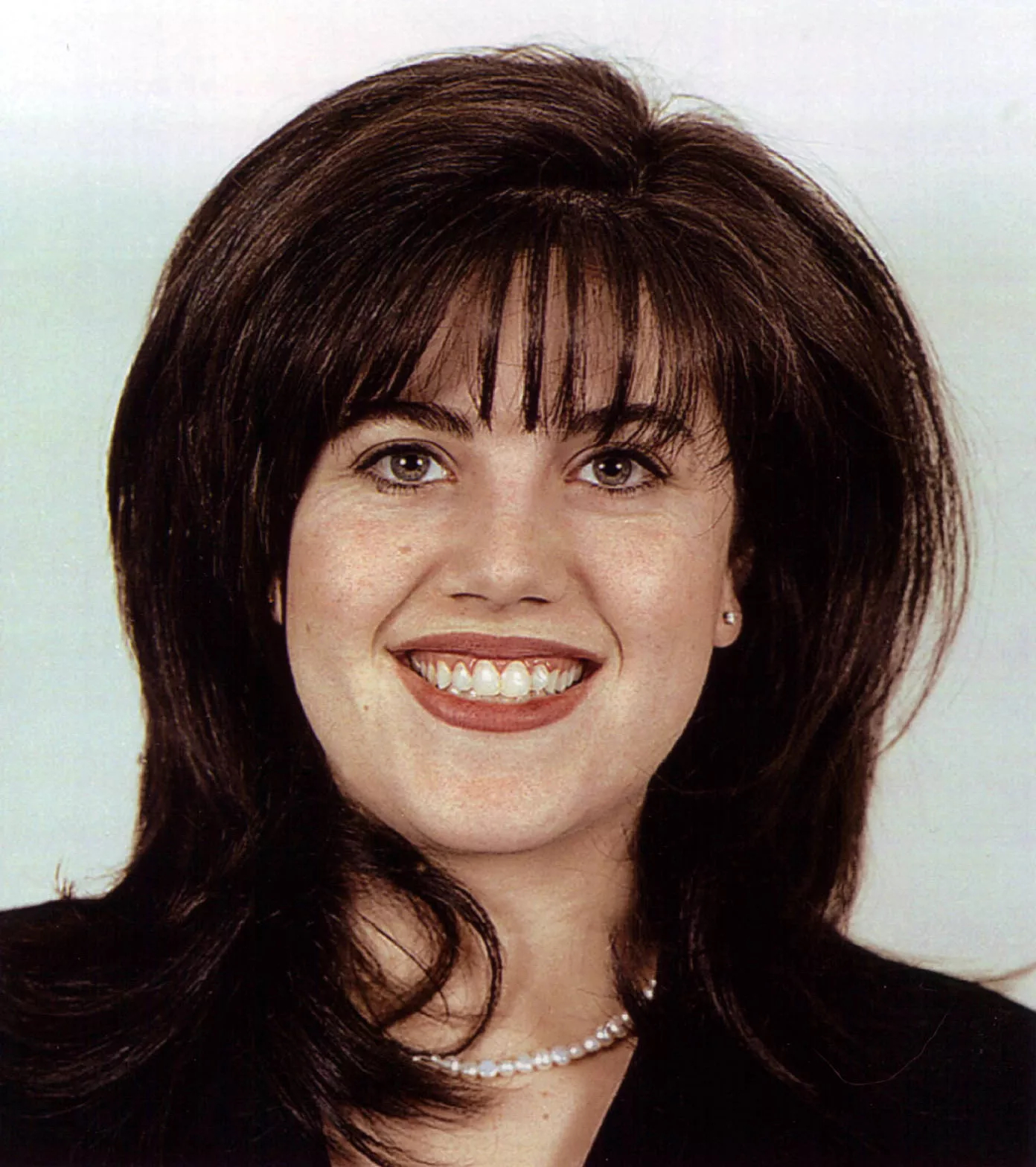
Моніка Левінскі на посвідченні працівника уряду США

Моніка народилася в заможній родині, провела дитинство в південній Каліфорнії в м. Беверлі-Гіллз та Лос-Анджелесі, виросла в єврейській родині. Батько, Бернард Левінскі, був лікарем, за походженням німецьким євреєм. Його предки 20-х роках 20-го століття переселились до Сальвадору. Мати Моніки Левінскі мала білоруське походження. Моніка відвідувала приватну школу, закінчила коледж Луїса і Кларка в м. Портланд, штат Орегон, а 1995 року переїхала у Вашингтон; у листопаді того ж року стала практиканткою в Білому Домі, де й познайомилася з тодішнім президентом США — Біллом Клінтоном.
За власним визнанням, між 15 листопада 1995 року й 29 березня 1997 року мала статевий зв'язок з президентом, зокрема оральний. Згодом її було переведено у Пентагон. Коли Моніка потайки розповіла про свій зв'язок із Клінтоном своїй співробітниці Лінді Тріп, та почала записувати їхні телефонні розмови, в яких вони обговорювали цю тему, і згодом використала ці плівки як докази. Коли у січні 1998 року Тріп дізналася, що Моніка брала участь як свідок у судовому позові Поли Джонс проти Клінтона (за сексуальні домагання) і свідчила на користь Клінтона, Тріп передала плівки із записом телефонних розмов Кеннету Старру — він розслідував інші скандали за участю президента. З поширенням відомостей про позашлюбні відносини президента з нею, у Вашингтоні було створено спеціальну слідчу комісію, очолену Кеннетом Старром. За свідченням Левінскі, статеві стосунки між нею і Біллом Клінтоном відбувалися в Овальному кабінеті Білого Дому. Білл Клінтон спочатку заперечував сексуальний зв'язок із Левінскі та дав клятву під присягою в тому, що «ніколи не мав сексуальних зв'язок із цією жінкою». Однак пізніше, після зізнань Левінскі й оприлюднення доказів, він таки визнав це та вибачився перед Монікою та своєю дружиною Гілларі Клінтон. Проти нього пізніше були висунуті звинувачення у кривосвідченні. Виник скандал, що призвів до процедури імпічменту Білла Клінтона.
Унаслідок скандалу Моніка Левінскі стала об'єктом численних жартів і надзвичайної уваги ЗМІ. Після скандалу вона неодноразово з'являлася на телебаченні — зокрема в комічному шоу, яке ґрунтувалося на її взаєминах з президентом Клінтоном.[джерело?] У грудні 2006 року отримала ступінь магістра психології від Лондонської Школи Економіки.